# Petalostegus vexillum
Petalostegus vexillum är en mossdjursart som beskrevs av Gordon och Jean-Loup d'Hondt 1991. Petalostegus vexillum ingår i släktet Petalostegus och familjen Petalostegidae. Inga underarter finns listade i Catalogue of Life.